# Berkey (Ohio)
Pour les articles homonymes, voir Berkey.
Berkey est un village américain situé dans le comté de Lucas, dans l’Ohio. Selon le recensement de 2010, sa population est de 237 habitants.